# Rocco (Produzent)
Rocco (auch Sven-R-G, eigentlich Sven Gruhnwald) ist ein DJ und Produzent aus Schleswig-Holstein. Ursprünglich steckten hinter Rocco die deutschen Producer und DJs Bass-T, Pulsedriver und Sven-R-G, der aber immer das Gesicht war und heute allein hinter Rocco steckt. Er wurde sowohl solo als auch unter verschiedenen Pseudonymen als Teil des Duos Rocco & Bass-T bekannt.

## Werdegang
Der Name Sven-R-G entstand aus einer Ableitung des englischen Worts "Energy" kombiniert mit seinem Vornamen Sven und wurde ihm durch eine Inspiration des DJs und Produzenten Mental Theo gegeben.
Nach ersten Veröffentlichungen bei EDM, Kontor Records, Overdose und Vision Soundcarriers kam er 2000 zu Aqualoop Records. In den Anfangsjahren veröffentlichte er Titel sowohl als Rocco als auch als SveN-R-G im Bereich Dancecore und Hands up. Mit Everybody erreichte er in den drei deutschsprachigen Ländern die Top 10 und war ab diesem Zeitpunkt ein gefragter Remixer und Musikproduktionspartner. Im selben Jahr begann er, zusammen mit Bass-T als SveN-R-G & Bass-T und später Rocco & Bass-T Musik zu produzieren. Währenddessen wurden aber auch solo diverse Titel veröffentlicht.
Seit Bass-Ts Tod im Jahr 2013 produziert Rocco meist nur noch solo, dafür aber relativ viele Titel.

## Diskografie

### Alben
- 2004: Dancecore
- 2015: From the Past to the Future

### EPs
- 2005: Traveller E.P.

### Singles
In diesem Abschnitt sind nur seine Solosingles aufgeführt. Für die Veröffentlichungen mit Bass-T siehe den Artikel Rocco & Bass-T.
- 2000: Back in Town Again
- 2001: Everybody
- 2002: Drop the Bass
- 2003: Generation of Love
- 2004: Dancecore
- 2006: Street Knowledge
- 2006: I Don't Know
- 2007: Fucking Beautiful
- 2007: Counting the Days
- 2009: Everybody 9.0
- 2011: Everytime
- 2012: Around the Globe
- 2014: Artika (mit Cc.K)
- 2014: Rotate (mit Cc.K)
- 2014: Return to the Classics (mit Pulsedriver)
- 2014: Life on Mars (mit Pulsedriver)
- 2015: Beautiful
- 2015: Nothing Left but Love (mit Cc.K feat. Alvin Garrett)
- 2015: Champion Sound (mit Special D.)
- 2016: Illusion (feat. Fara)
- 2016: Evolution of Happiness
- 2016: Control Your Fantasy
- 2017: Best of It (mit Cc.K)
- 2017: Celebrate the Classics (mit Pulsedriver)
- 2017: KSA
- 2017: Dancecore Psy

### Remixe
- C-BooL – House Baby (Pulsedriver vs. Rocco Remix)
- DJ Dean – Protect Your Ears (Pulsedriver vs. Rocco Remix)
- Groove Coverage – Moonlight Shadow (Rocco Remix)
- Klubbingman – Welcome to the Club (Pulsedriver vs. Rocco Remix)
- Magic Box – Carillon (Rocco Remix)
- Marc Korn – 6 Pounds (Rocco Remix)
- Rollergirl – Superstar (Rocco Remix)
- Snow – Informer 2004 (Rocco vs. DJ Isaac Remix)
- Topmodelz – L'Esperanza (Rocco Remix)